# John Radcliffe

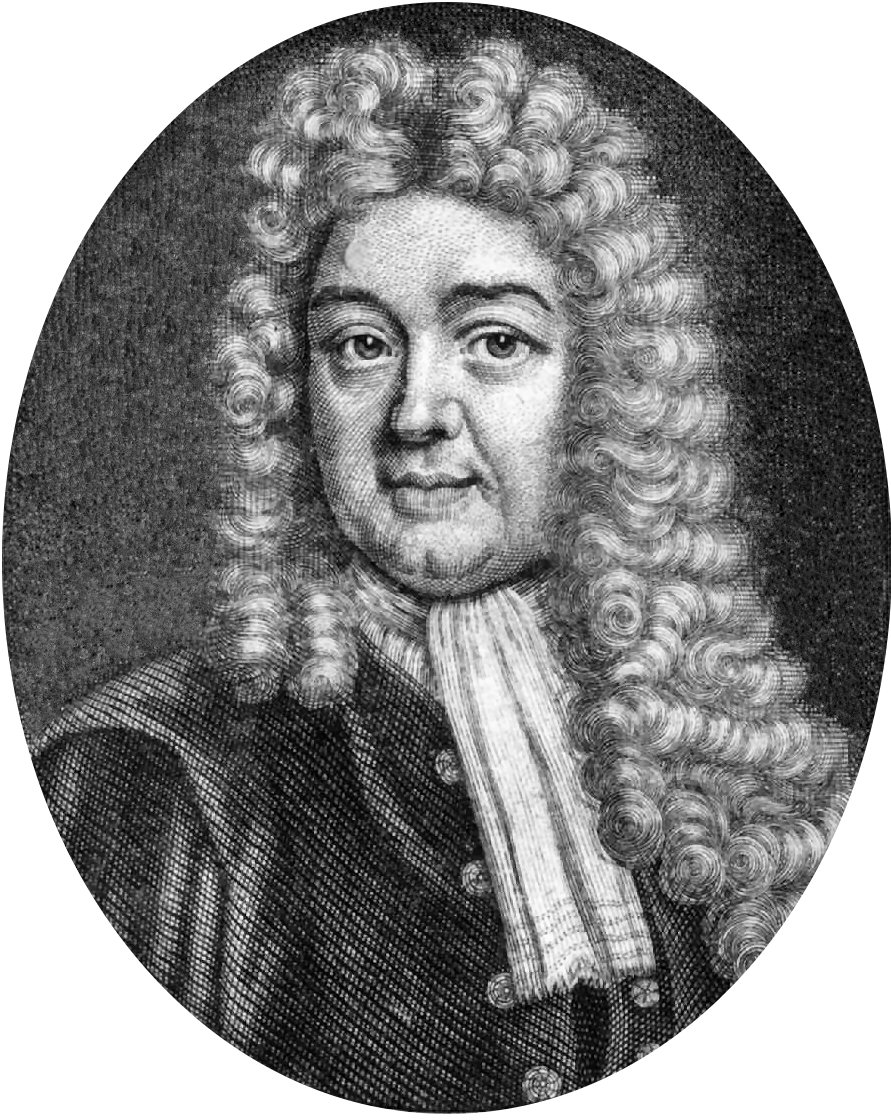
John Radcliffe

John Radcliffe (1650–1714) – lekarz angielski, którego imię nosi wiele miejsc i budynków w Oksfordzie, m.in. sławna okrągła czytelnia zwana Radcliffe Camera, szpital Radcliffe Infirmary, w którym po raz pierwszy użyto penicyliny, dziedziniec Radcliffe Quadrangle w University College oraz uniwersyteckie obserwatorium astronomiczne – Radcliffe Observatory.
John Radcliffe ukończył University College w Oksfordzie, a następnie pracował jako wykładowca w Lincoln College. Był także posłem do brytyjskiego parlamentu. 
Po śmierci Radcliffe’a jego majątek rozdzielono, zgodnie z jego wolą, pomiędzy kilku odbiorców, m.in. uniwersytet i szpital w Oksfordzie (zob. John Radcliffe wśród 20 największych filantropów).